# Aberystwyth
Aberystwyth (en galés: [abɛrˈəstʊɨθ] "Desembocadura del Ystwyth"; en inglés: /æbəˈrɪstwɪθ/) es una localidad portuaria situada en el condado de Ceredigion, en Gales, de 12.000 habitantes. A estos residentes hay que añadir los 8000 estudiantes de la Universidad de Aberystwyth que en ella se alojan.

## Deportes
- En el fútbol se encuentra el Aberystwyth Town que milita en la liga nacional.
- Portal: Deportes

Importante centro cultural, posee una universidad fundada en 1872 y es sede de la Biblioteca Nacional de Gales. Destaca igualmente el turismo, al ser tradicional lugar de veraneo.

## Galería

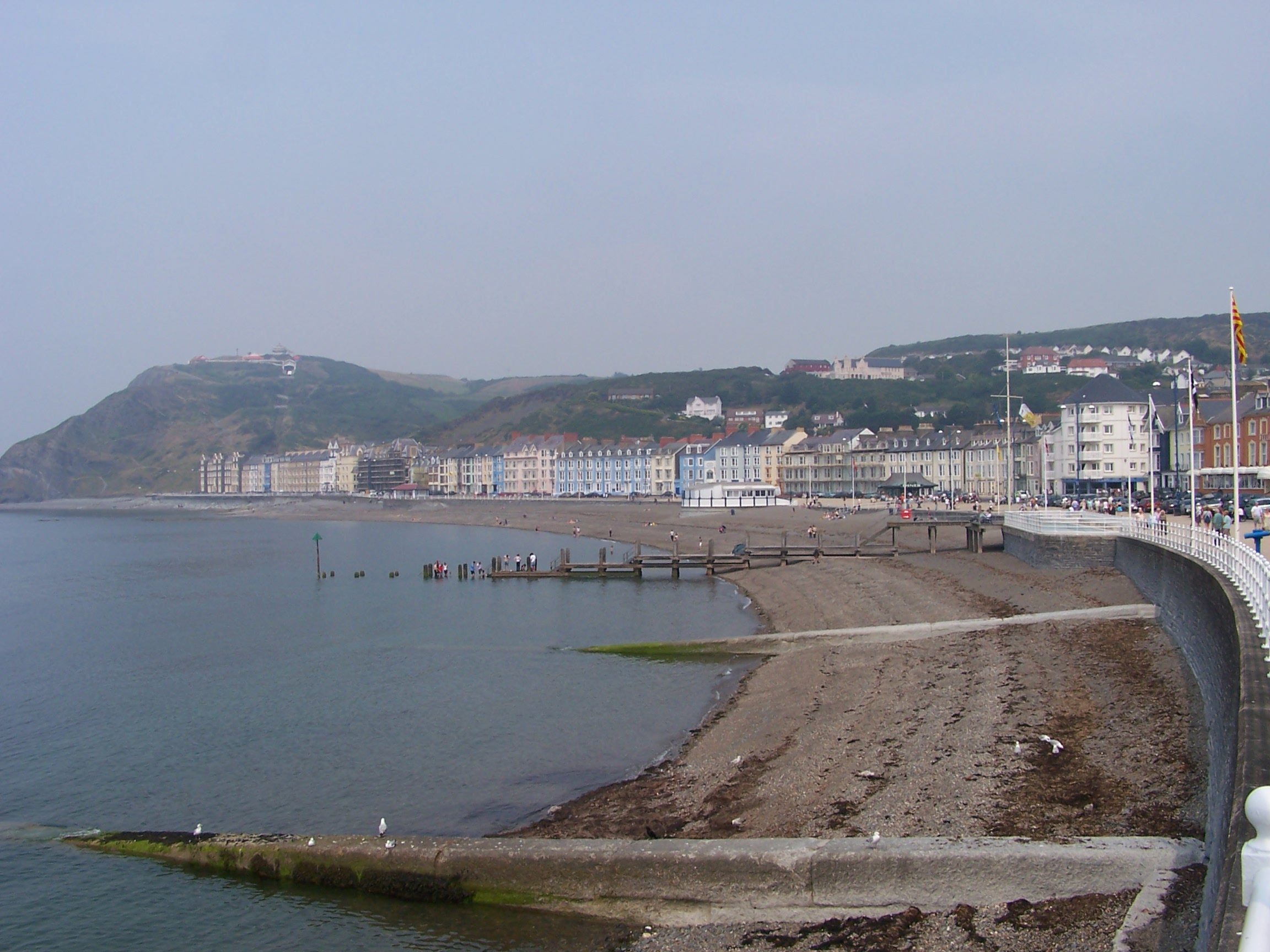
Aberystwyth, puerto sobre el Mar de Irlanda
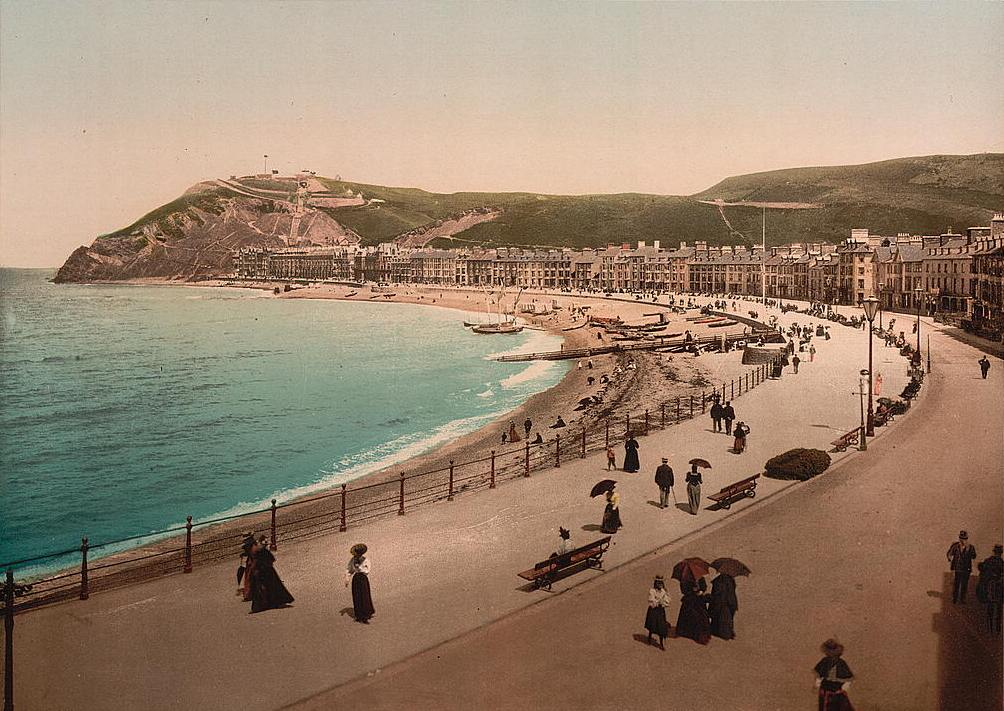
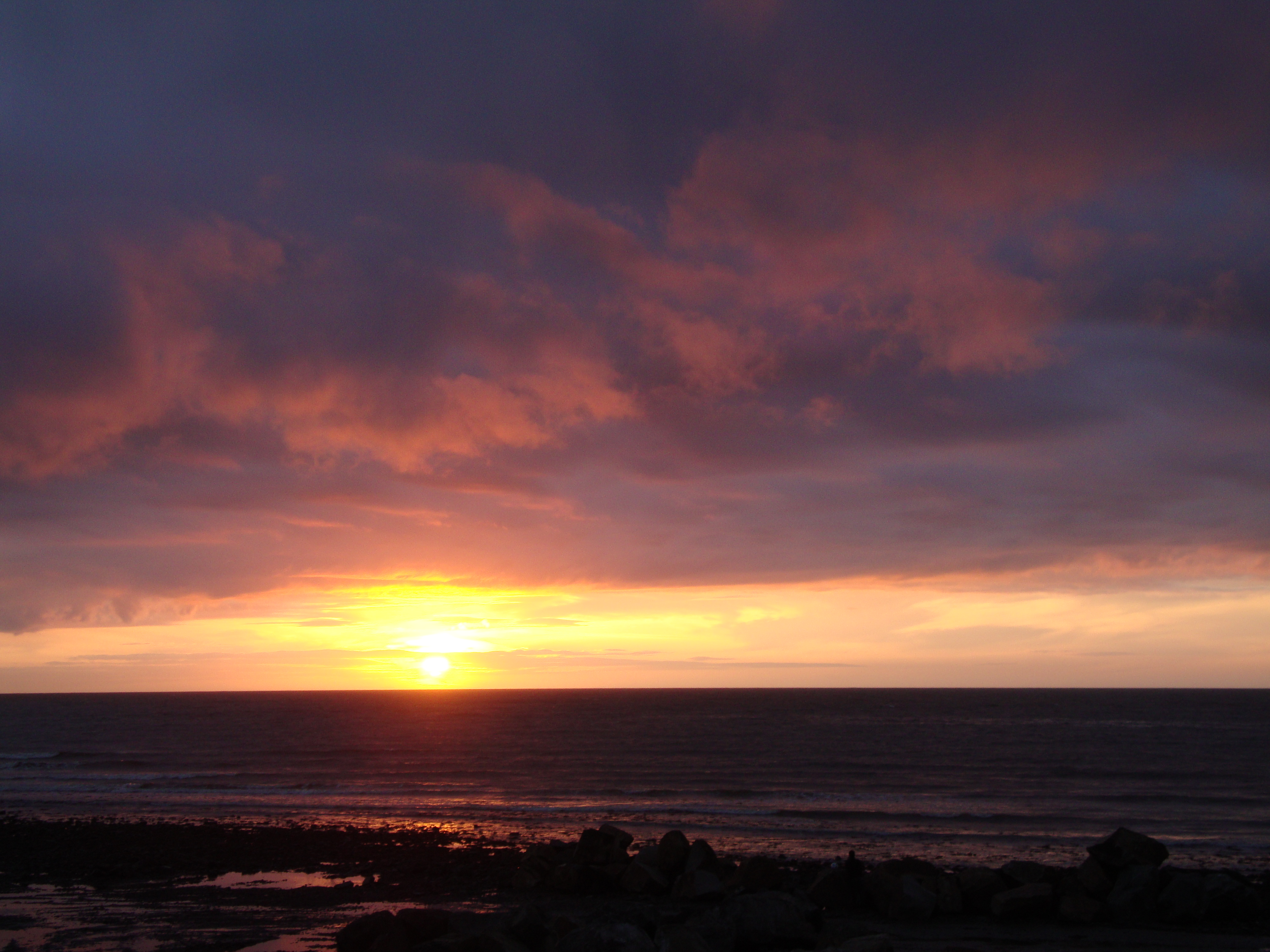
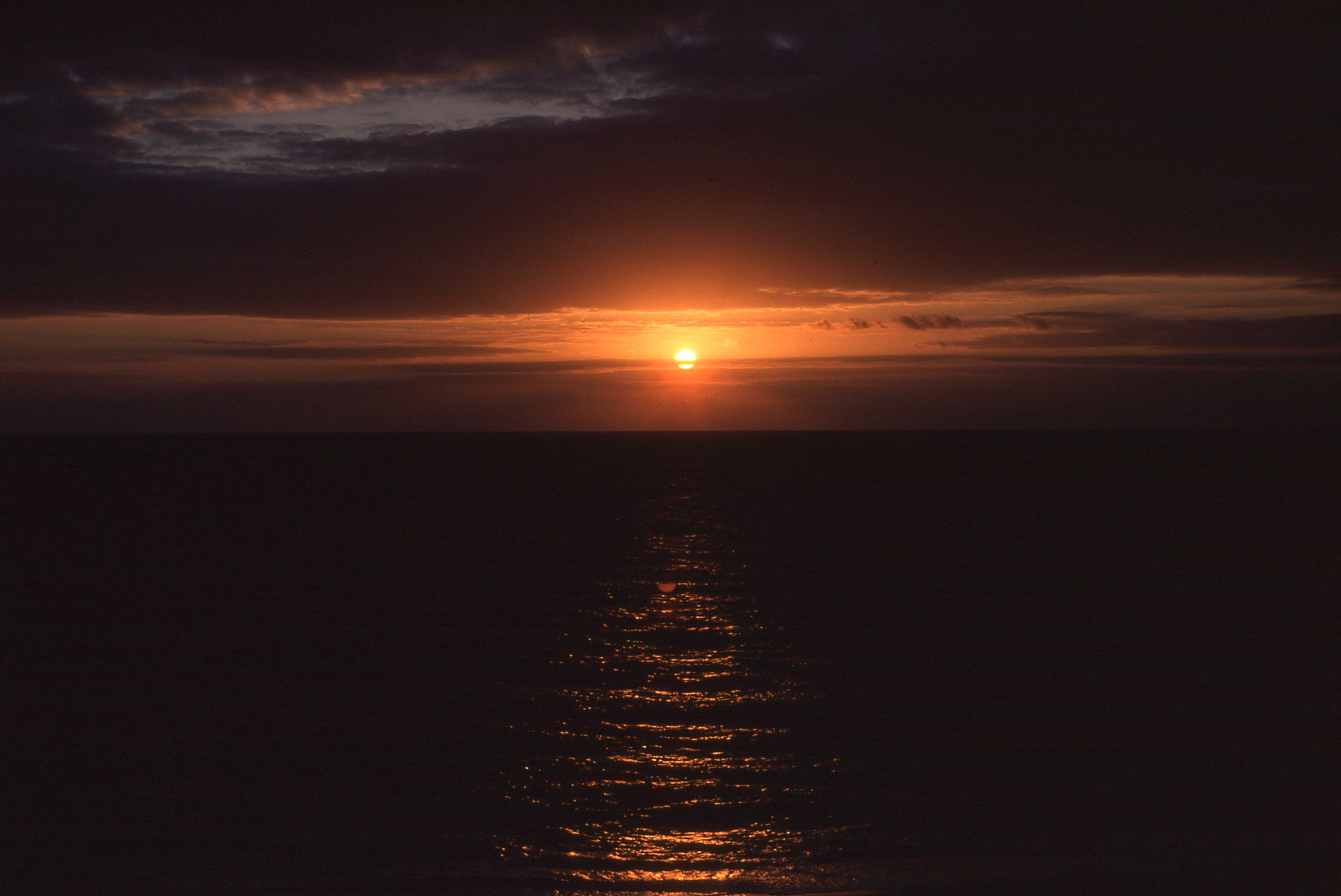
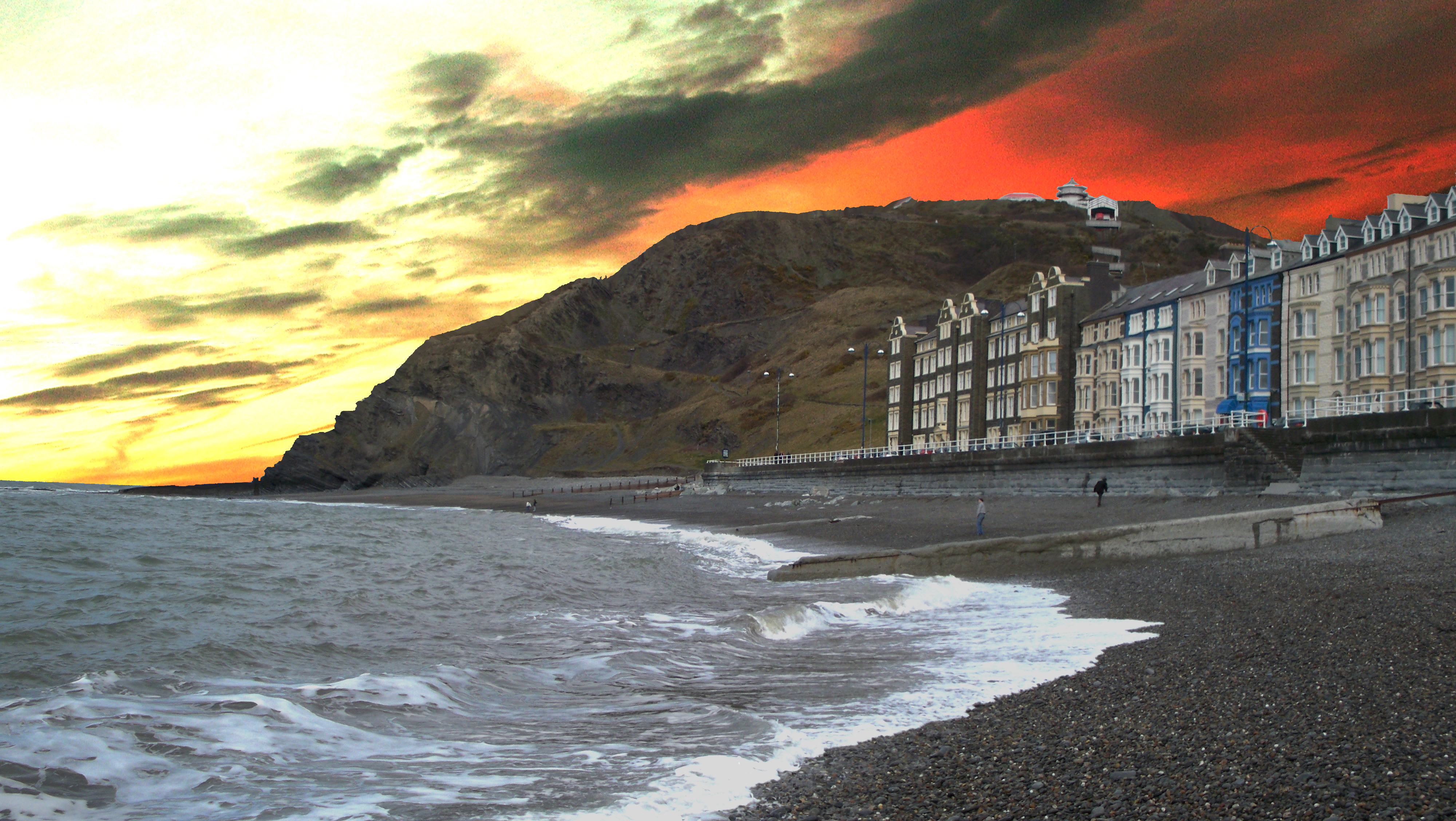
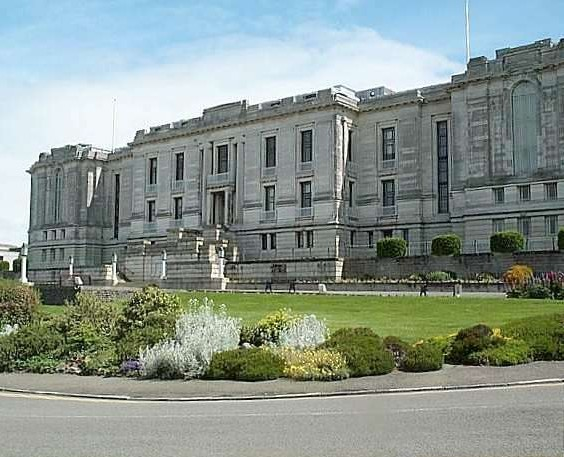
National Library of Wales in Aberystwyth
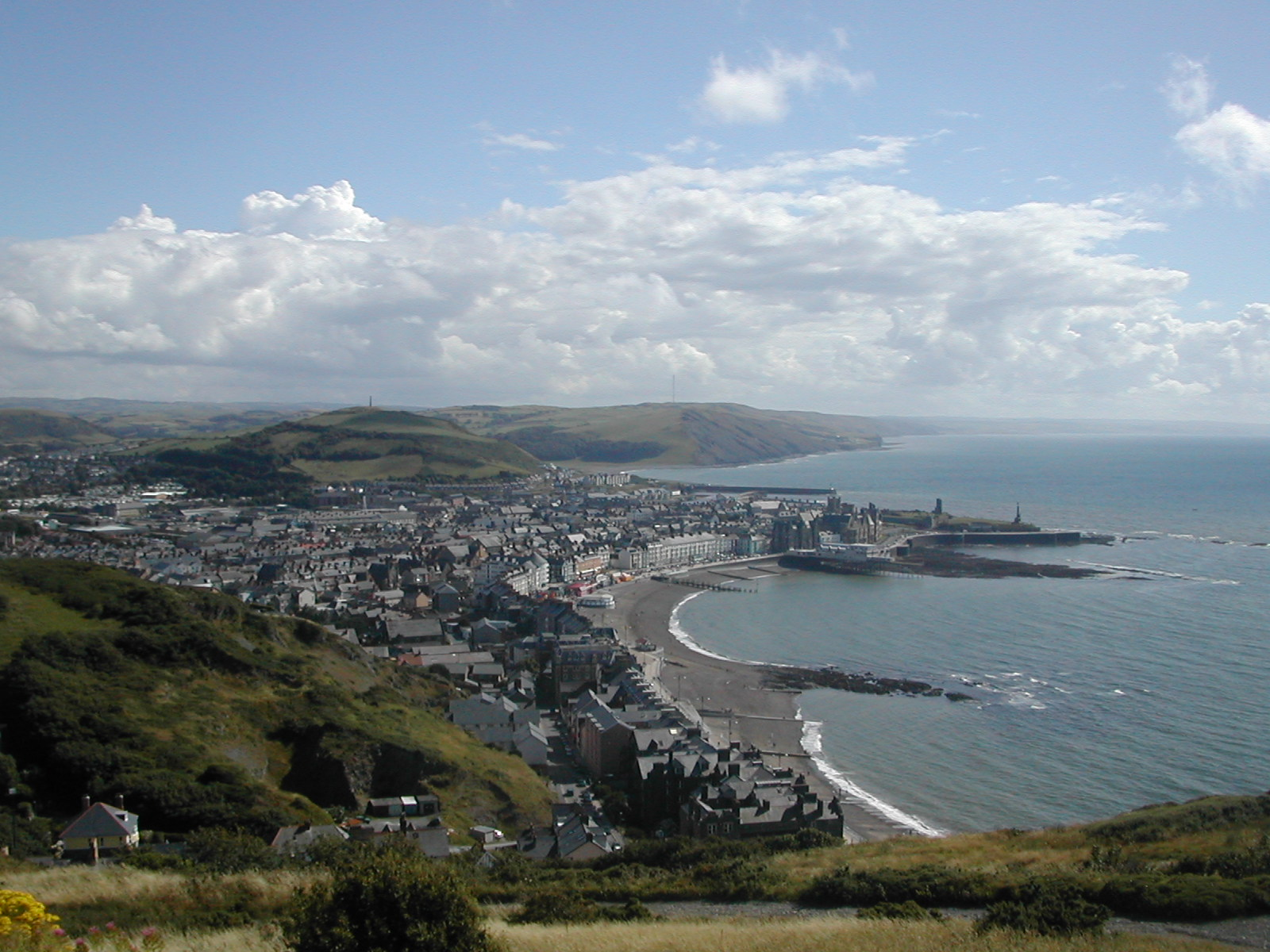